# Golfo della Kamčatka
Il golfo della Kamčatka (in russo Камчатский залив?) è un'insenatura della costa orientale pacifica della penisola della Kamčatka. Si trova quasi interamente nell'Ust'-Kamčatskij rajon del Territorio della Kamčatka, nell'Estremo oriente russo. Il golfo è stato identificato nel 1729 da Vitus Bering.

## Geografia
Il golfo è compreso tra capo Kamčatskij, sulla penisola omonima (полуостров Камчатский), a nord, e capo Kronockij, sull'omonima penisola (полуостров Кроноцкий), a sud. Il golfo si protende nel continente per 74 km ed è largo 148 km; la profondità dell'acqua raggiunge i 2000 m. Sulla costa settentrionale si trova il porto di Ust'-Kamčatsk (Усть-Камчатск), alla confluenza della foce del fiume Kamčatka con il lago Nerpič'e (озеро Нерпичье). Il lago è di tipo lagunoso ed è separato dall'oceano da una sottile striscia di terra, è un lago di acqua salmastra con un'area di circa 550 km². A est del golfo inizia la catena delle isole Aleutine con il gruppo delle isole del Commodoro.